# دهه ۱۲۷۰ (پیش از میلاد)

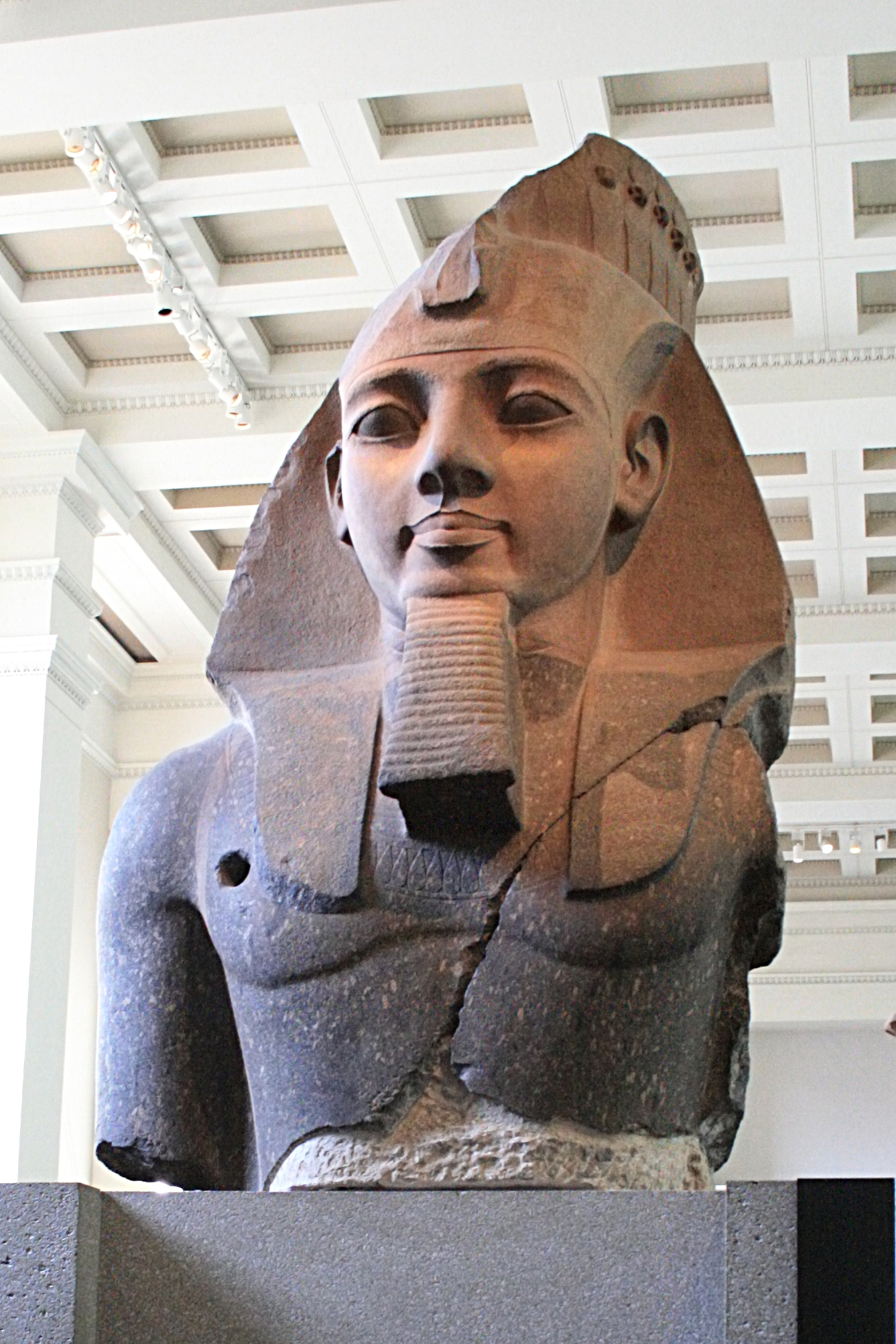
دهه ۱۲۷۰ (پیش از میلاد)

دهه ۱۲۷۰ (پیش از میلاد) صد و بیست و هفتمین دهه قبل از مبدا شروع تقویم میلادی است.